# Casa Andriollo
Casa Andriollo è un museo con sede a Olle, frazione di Borgo Valsugana. Esiste da prima del 1860 ma è stata ricostruita dai proprietari in seguito ai bombardamenti della prima guerra mondiale ed ha ospitato dagli anni venti del Novecento la famiglia Andriollo. Alice Andriollo, ultima ospite, vi è rimasta per tutta la sua vita senza coniugarsi. Casa Andriollo è inserita nel progetto Soggetto Montagna Donna, teso a dar voce allo storico anonimato della vita quotidiana femminile in una zona di montagna.
Il percorso espositivo si sviluppa lungo l'arco di tre secoli, vi sono alcune lacune ma la ristrettezza del luogo ha costretto ad una selezione degli argomenti. Si è optato per un percorso che mettesse in risalto soprattutto i saperi femminili.

## La medicina del corpo e dell'anima

### Il mito e la storia
Al mitico giardino dell'Eden si ispireranno idealmente tutti i giardini dell'antichità. Nella terra gli uomini riconoscevano nelle piante i doni della Madre Terra: la fecondità, la salute e la fortuna. Le piante erano considerate parte del sacro e, chi le conosceva, le curava e le sapeva coltivare a favore dell'uomo. Anche il semplice orto domestico ha un'origine antichissima. Nato già nella preistoria, esso viene sempre lavorato nelle stesso modo dalla sua origine ad oggi con molta fatica. Dall'orto domestico dipendeva la salute poiché permetteva di variare e insaporire i cibi fornendo le giuste vitamine. Nella cura dell'orto sono rimaste molte convinzioni di origine pagana.

### La donna erbaiola e guaritrice
La medicina popolare era praticata in particolare dalle donne le quali, oltre che aiutare a partorire, curavano ferite e malattie attraverso le conoscenze tramandate e la propria esperienza personale. In epoca precristiana queste donne venivano chiamate 'Donne Sagge'. Il Cristianesimo dagli inizi del Medioevo proibì alle donne di esercitare la medicina, questo compito era riservato solo ai religiosi i quali potevano studiare i testi di medicina arabi e greci. La badessa Ildegarda di Bingen (Hildegard von Bingen), nata nel 1108 e morta nel 1179, raccolse in parte la scienza delle Donne Sagge e la adattò alle regole cristiane.

### Alcune credenze popolari
Uso degli amuleti e di simboli protettivi religiosi quali la croce e rappresentazioni grafiche di simboli religiosi e immagini di santi.

## Le stanze di Alice
Alice Andriollo è vissuta in questa casa, ha badato alla sua famiglia e alla casa per 75 anni. Le tracce della sua presenza si notano nelle stanze e nei suoi vestiti. La storia che si può osservare in queste stanze è quella della vita comune, è un viaggio tra gli spazi fisici e mentali di Alice.

## L'arco dell'esistenza

### Dall'infanzia alla maturità
L'apprendimento dei compiti futuri cominciava già dall'infanzia: dall'accudire una bambola all'accudire i fratelli e dall'eseuzione per gioco degli abitini delle bambole. Con il rito della Prima Comunione la bambina abbandonava l'infanzia: vestita di bianco come una sposa era consapevole di un futuro in cui bisognava agire con scaltrezza e astuzia.

### La geografia del corpo
La maturità fisica di una donna è sancita dal ciclo mestruale. Dalla superstizione pagana la convinzione era che la donna mestruata fosse nociva. Nel Rinascimento il corpo femminile era considerato privilegiato ed il ciclo mensile un dono di autopurificarsi, nonostante ciò si credeva ancora che la donna fosse capace di emanare influssi. Queste convinzioni sono radicate ancora nei giorni nostri e sono testimoniate dalla proibizione imposta alle donne di toccare fiori e altro nel periodo del ciclo mestruale.

### L'abito femminile
I modi antichi del tessere e del cucire si ripetono anche nei nostri tempi moderni, ma oggi l'abito ha perso di molto l'antica importanza. Le proposte della moda lo hanno reso un qualcosa di passeggero. L'abito da lavoro contadino è rimasto invariato nei secoli: era formato da una lunga gonna arricciata, un grembiule, un corpetto stretto in vita sotto il quale vi era una camicia. L'abito festivo era più pregiato poiché venivano utilizzate stoffe più preziose.

### Fare e disfare
Il corpo umano subisce dei cambiamenti durante la crescita, in particolare il corpo femminile nell'età fertile. L'abito in ambito rurale era pensato per poterlo adattare anche ad un corpo gravido con dei piccoli accorgimenti. Nel concetto femminile di economia familiare, la parsimonia era considerata un principio etico fondamentale. Per questo le donne possedevano dei contenitori destinati a raccogliere materiali che potevano essere riutilizzati (avanzi di stoffe, bottoni, …).

### I mobili dotali
Il cassone dotale era adibito a conservare quella che spesso era l'unica proprietà femminile, il corredo.

### Il giardino di fede privato
il compito delle donne era quello di rivestire la casa di protezione religiosa. Le stampe di maggior importanza erano di dimensioni maggiori e in posizioni centrale.

## I saperi femminili

### Le tecniche esecutive dei lavori femminili
Gli 'imparaticci' sono l'appredimento base delle tecniche di lavoro a maglia e ricamo, sono come dei quaderni di scrittura delle prime classi scolastiche. Questi lavori inducevano a percepire l'ordine come valore etico ed estetico. Le lavorazioni dei merletti furono affidate al lavoro femminilesenza che le donne avessero una preparazione specifica.

## La spiritualità e la cultura
Uno degli aspetti più importanti della vita monastica era il lavoro vissuto come preghiera. Vari scritti di madri che scrivono al maestro dei propri figli per giustificare un'assenza.